# Sony Corporation of America
Sony Corporation of America (SONAM, cunoscută și ca SCA), este subsidiara americană al conglomeratului multinațional japonez Sony Group Corporation. Cu sediul în New York City, compania operează afacerile lui Sony în Statele Unite.
Afacerile americane principale ale Sony includ Sony Corporation, Sony Interactive Entertainment și Sony Entertainment (Sony Music Group și Sony Pictures Entertainment).

## Subsidiare
- Sony Electronics Inc.
- Sony Entertainment Inc.[5]
  - Sony Pictures Entertainment Inc.
    - Sony Pictures Entertainment Japan
    - Sony Pictures Motion Picture Group
    - Sony Pictures Home Entertainment Inc.
    - Sony Pictures Television Inc.
    - Sony Pictures Experiences

  - Sony Music Group
    - Sony Music Entertainment
    - Sony Music Publishing LLC
- Sony Interactive Entertainment LLC
- Sony DADC US Inc.
- Sony Mobile Communications (USA) Inc. (Sony Mobile Communications Inc.)[6]
- Sony Immersive Music Entertainment (Sony Corporation of America)[7]

### Alte subsidiare
- Sony Plaza Public Arcade (New York City, New York)
- Sony Optical Archive (fostul Optical Archive, San Jose, California)[8]
- Sony Biotechnology (fostul iCyt Mission Technology, Champaign, Illinois)[9]
- Micronics, Inc. (Redmond, Washington)[10]